# The Daily Bugle
The Daily Bugle o TheDailyBugle.net è una webserie statunitense creata da Sony Pictures, pubblicata su YouTube dal 2019 al 2021 e su TikTok a partire dal 2021 al 2022. Il finto telegiornale è ideato come campagna di marketing virale per promuovere i film del Marvel Cinematic Universe e del Sony's Spider-Man Universe.
La webserie è incentrata sulle notizie di attualità del MCU presentate da J. Jonah Jameson e Batty Brant.

## Personaggi e interpreti
- J. Jonah Jameson, interpretato da J. K. Simmons
- Betty Brant, interpretata da Angourie Rice
- Nicque Marina, interpretata da se stessa
- Andre Wilson, interpretato da Hannibal Buress
- Flash Thompson, interpretato da Tony Revolori
- Ned Leeds, interpretato da Jacob Batalon
- Peter Parker, interpretato da Tom Holland

## Webisodi

### Prima stagione
La prima stagione promuove il film Spider-Man: Far from Home.
| nº | Titolo                                                                                              | Pubblicazione    |
| -- | --------------------------------------------------------------------------------------------------- | ---------------- |
| 1  | EXCLUSIVE Mysterio Final Moments Full Story Credit The Daily Bugle J. Jonah Jameson                 | 23 ottobre 2019  |
| 2  | TheDailyBugle.net: EXCLUSIVE Footage From Tower Bridge Attack                                       | 29 ottobre 2019  |
| 3  | TheDailyBugle.net EXCLUSIVE! Spider-Man is a Menace!                                                | 29 ottobre 2019  |
| 4  | TheDailyBugle.net: EXCLUSIVE Spider-Man Unmasked Full Story Credit The Daily Bugle J. Jonah Jameson | 30 ottobre 2019  |
| 5  | TheDailyBugle.net: EXCLUSIVE Coney Island re-opened years after devastating crash                   | 6 novembre 2019  |
| 6  | TheDailyBugle.net: EXCLUSIVE London Attack — Tower Bridge Bill Blues                                | 20 novembre 2019 |

### Seconda stagione
La seconda stagione promuove il film Spider-Man: No Way Home.
| nº | Titolo | Pubblicazione    |
| -- | --- | ---------------- |
| 1  | Hi TikTok! Welcome to The Daily Bugle! Follow us for breaking news on Spider-Man you can’t get anywhere else.                             | 24 novembre 2021 |
| 2  | Tell us you hate Spider-Man without telling us… (even if you don’t actually hate him).                                                    | 24 novembre 2021 |
| 3  | Join us as an intern of The Daily Bugle, no experience required! Get our reporter pack from our in bio.                                   | 24 novembre 2021 |
| 4  | Lightning and sand storms in NYC? Find out who's behind it all in our latest report!                                                      | 2 dicembre 2021  |
| 5  | Do YOU have what it takes to become a reporter for The Daily Bugle? Duet this and show us if you can handle this #Teleprompter Challenge! | 3 dicembre 2021  |
| 6  | Daily Bugle Exclusive: a chat with one of Peter Parker's teachers, Coach Wilson.                                                          | 7 dicembre 2021  |
| 7  | Daily Bugle Exclusive: meet author Eugene "Flash" Thompson — the creator of the name "Spider-Man."                                        | 10 dicembre 2021 |
| 8  | Daily Bugle Exclusive: a sit-down with Peter Parker’s best friend, Ned Leeds.                                                             | 10 dicembre 2021 |
| 9  | Join us and play Put A Finger Down: Daily Bugle Edition!                                                                                  | 15 dicembre 2021 |
| 10 | Breaking News! Peter Parker aka. Spider-Man has been released!                                                                            | 17 dicembre 2021 |
| 11 | A Daily Bugle exclusive sit-down with Spider-Menace himself, Peter Parker                                                                 | 20 dicembre 2021 |
| 12 | I was definitely hired for my journalist skills and no other reason, right??                                                              | 23 dicembre 2021 |
| 13 | Get your fix on Daily Bugle Supplements today! #Sponsored                                                                                 | 6 gennaio 2022   |
| 14 | TheDailyBugle.net: EXCLUSIVE - Web of Lies!                                                                                               | 5 aprile 2022    |
| 15 | TheDailyBugle.net: EXCLUSIVE - Sticky Street Job                                                                                          | 5 aprile 2022    |
| 16 | TheDailyBugle.net: EXCLUSIVE - Spider-Sycophant                                                                                           | 8 aprile 2022    |
| 17 | TheDailyBugle.net - Spider-Menace Tip Line                                                                                                | 14 aprile 2022   |
| 18 | TheDailyBugle.net: EXCLUSIVE - "Savies" A New Menace Emerge                                                                               | 29 aprile 2022   |
| 19 | TheDailyBugle.net: EXCLUSIVE - Spider-Menace Strikes Again                                                                                | 29 aprile 2022   |

### Terza stagione
La terza stagione promuove il film Morbius.
| nº | Titolo | Pubblicazione |
| -- | --- | ------------- |
| 1  | BREAKING NEWS about Dr. Michael Morbius from our NEW social correspondent                                                              | 18 marzo 2022 |
| 2  | This just in: Dr. Michael Morbius is missing! Stitch this video with any info about his whereabouts!                                   | 24 marzo 2022 |
| 3  | Developing story: Dr. Michael Morbius has been found looking… healthier than ever.                                                     | 29 marzo 2022 |
| 4  | A super creature spotted in New York City! Could Dr. Michael Morbius be involved? @nicquemarina reports from the safety of her closet. | 31 marzo 2022 |

## Distribuzione
I video sono stati distribuiti su YouTube e TikTok.